# Beaucamps-le-Jeune
Beaucamps-le-Jeune is een gemeente in het Franse departement Somme (regio Hauts-de-France) en telt 187 inwoners (1999). De plaats maakt deel uit van het arrondissement Amiens.

## Geografie
De oppervlakte van Beaucamps-le-Jeune bedraagt 6,7 km², de bevolkingsdichtheid is 27,9 inwoners per km².
De onderstaande kaart toont de ligging van Beaucamps-le-Jeune met de belangrijkste infrastructuur en aangrenzende gemeenten.

## Demografie
Onderstaande figuur toont het verloop van het inwonertal (bron: INSEE-tellingen).